# Лоцко Діна Василівна
Лоцко Діна Василівна (нар. 3 березня 1936 року, Київ, Українська РСР, СРСР — 9 серпня 2004 року, Київ, Україна) — українська вчена-фізик, доктор фізико-математичних наук (1992). Дружина Дубровського Іллі Маркусовича.

## Біографічні дані
У 1957 закінчила Київський політехнічний інститут.
- З 1957 по 1968 і з 1971 по 1973 працювала в Інституті металофізики АН УРСР;
- з 1968 по 1971 працювала в Інституті фізики АН УРСР;
- з 1973 по 2004 працювала в Інституті проблем матеріалознавства НАНУ в Києві;
- з 1993 була провідним науковим співробітником відділу фізики метастабільних сплавів і руйнування надміцних матеріалів.[1]

## Наукова робота
Досліджувала фізику металів.

### Основні праці
За ЕСУ:
- Структура приповерхностного слоя механически обработанных кристаллических материалов в связи с механизмом абразивного изнашивания // ТИ. 1993. Т. 14, № 1
- Влияние облучения сверхкороткоимпульсным лазером на структуру и триботехнические свойства нержавеющих и углеродистых сталей // Доп. НАНУ. 1998. № 11
- Temperature and Orientation Dependence of Yield Stress and Plasticity in Molybdenum Single Crystals of High Purity // J. de Physique ІV. 1995. Vol. 5, № 11 (усі — у співавторстві).[1]